# Procanace townesi
Procanace townesi är en tvåvingeart som beskrevs av Wirth 1951. Procanace townesi ingår i släktet Procanace och familjen Canacidae. Inga underarter finns listade i Catalogue of Life.